# Społeczność lokalna
Społeczność lokalna – zbiorowość zamieszkująca wyodrębnione, stosunkowo niewielkie terytorium, jak np. parafia, wieś czy osiedle, w której występują silne więzi wynikające ze wspólnych interesów i potrzeb, a także z poczucia zakorzenienia i przynależności do zamieszkiwanego miejsca.

## Badanie społeczności
Badania społeczności lokalnych w socjologii prowadzone są w ramach socjologii miasta i socjologii wsi. Ze względu na wielkość struktur badanego przedmiotu problematyka społeczności lokalnych ujmowana jest przez mezosocjologię. W humanistyce odmienne spojrzenie rozwinęła filozofia lokalności, która koncentruje się na człowieku lokalnym i jego zakorzenieniu w idei miejsca, pojętego jako miejsce przepastne, otwarte na to, co skończone i nieskończone. Rozpoznanie złożonych relacji, nie tylko społecznych i geograficznych, między człowiekiem i przestrzenią najbliższą prowadzi do podjęcia kulturowego doświadczenia i wypracowania koncepcji człowieka lokalnego jako „człowieka według nauczania miejsca”. Badania transformujące pojmowanie lokalności nie tylko dystansują się od globalnego „znikąd”, „zewsząd”, „skądkolwiek”, ale i od ciasnej swojskości.

## Podstawowe założenia
Jako elementy konstytuujące społeczność lokalną wymienia się w socjologii:
1. przestrzeń (geograficznie wydzielony obszar) i terytorium (teren zasiedziały przez ludzką populację)
2. zamieszkującą to terytorium ludność
3. społeczne interakcje zachodzące między zamieszkującymi terytorium osobami
4. wspólne więzi ludzi i instytucji, co sprawia, że zbiorowość charakteryzuje się wewnętrznym zintegrowaniem, i co z kolei umożliwia podejmowanie wspólnych działań na rzecz rozwiązywania lokalnych problemów
5. poczucie przynależności do miejsca zamieszkania, wyrażające się w postawach określanych jako tzw. patriotyzm lokalny.

W definiowaniu społeczności lokalnej ważny jest wymiar przestrzenny, społeczny i psychologiczny. Ludzie wyrażają swój emocjonalny stosunek do przestrzeni – ziemi rodzinnej, kraju ojczystego, ojczyzny prywatnej.
Elementem, który ma duży wpływ na realizację wspólnych interesów społeczności lokalnej, w szczególności w społecznościach miejskich, są działające na ich obszarze stowarzyszenia, organizacje pozarządowe czy grupy społeczne będące wyrazicielami tych interesów.
W społeczeństwach tradycyjnych społeczności lokalne mają większą autonomię, swoje własne normy społeczne regulujące ich działania, natomiast w społeczeństwach nowoczesnych przeważać zaczyna makrospołeczny układ normatywny, zaś granice społeczności lokalnych ustanawiane są administracyjnie, w mniejszym stopniu istotne są ich granice kulturowe.
Czynnikiem, który katalizuje proces przekształcania się zbiorowości terytorialnych w społeczności lokalne, jest partycypowanie mieszkańców danego terytorium w akcjach społecznych, przy czym większe prawdopodobieństwo udziału w tego typu akcjach występuje w przypadku osób o wyższym statusie społecznym.

## Społeczność lokalna a konflikt
W perspektywie konfliktowej społeczność lokalna ujmowana jest jako scena, na której toczą się lokalne konflikty między mieszkańcami, przedstawicielami władz samorządowych, czy też jako trzecia strona wymieniani są przedsiębiorcy działający na terytorium danej społeczności. Przedmiotem konfliktu są zazwyczaj:
- dystrybucja dóbr w przestrzeni społecznej
- rosnące zróżnicowanie ekonomiczne
- kompetencje liderów wspólnot lokalnych
- symboliczne zawłaszczanie przestrzeni publicznej

## Społeczność lokalna a ekologia społeczna
W ekologii społecznej, podobnie jak w podejściu funkcjonalnym, społeczność lokalna rozpatrywana jest ze względu na funkcjonalne zróżnicowanie przestrzeni, adaptację jednostek do tej przestrzeni. W ujęciu ekologicznym społeczność lokalna traktowana jest jako system społeczny, zdeterminowany układem przestrzennym danego terytorium, przy czym bierze się pod uwagę wiele czynników determinujących funkcjonowanie społeczności lokalnej w ujęciu funkcjonalnym, natomiast przestrzeń społeczna ujmowana jest jako twór społeczny, w mniejszym stopniu zależny od warunków przyrodniczych czy typologicznych.
Celem, z punktu widzenia ekologii, jest zapewnienie przez społeczność ochrony przyrody
oraz kształtowanie poparcia dla terenów chronionych wśród społeczności lokalnych oraz
turystów.